# الهتك (فلم)
الهتك فيلم روائي طويل أنتجه في عام 2020 من إخراج المخرج محمد البحراوي وشارك في البطولة كل من أسامة صلاح وهبة عثمان واوزنور وعمرو ممدوح وعبد الله المصري. يعتبر الفيلم من أفلام سينما المهجر.
شارك في العديد من المهرجانات الدولية وتم عرضه في دور العرض السينمائي في 16دولة منها أمريكا وفرنسا وألمانيا وهولندا وإسبانيا وبريطانيا وجنوب أفريقيا والنمسا والبوسنة وتركيا.
حاز على إشادات نقدية وفنية كبيرة وشارك في تغطية عروضه كبريات وسائل الإعلام في البلاد التي تم عرضه فيها.